# Голикова, Татьяна Николаевна
Татья́на Никола́евна Го́ликова (14 октября 1945, Выборг, Ленинградская область — 17 февраля 2012, Москва) — советская и российская артистка балета, педагог-репетитор Большого театра. Народная артистка РСФСР (1984).

## Биография

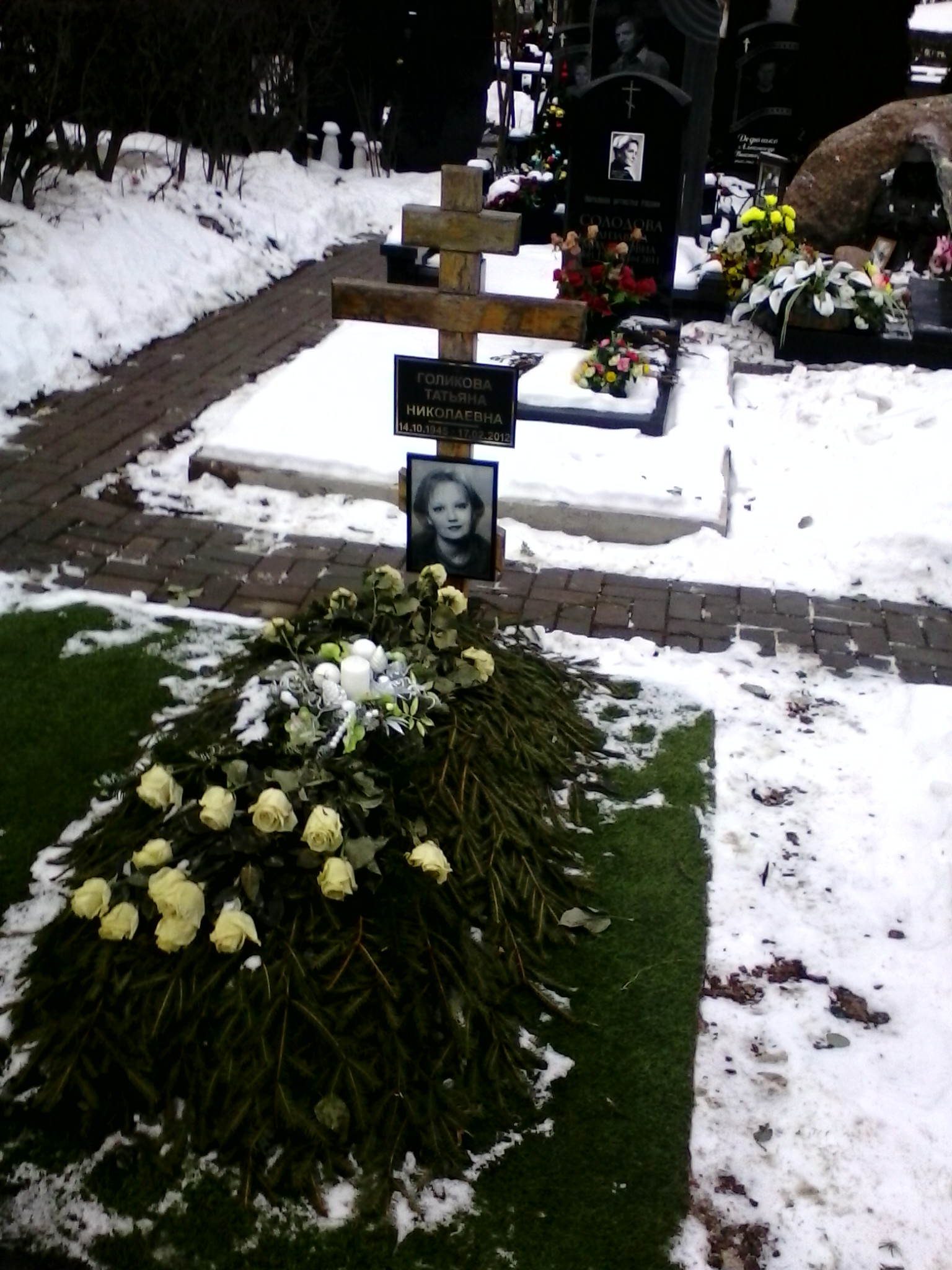
Могила Голиковой на Троекуровском кладбище Москвы

В 1965 году окончила Московское хореографическое училище (педагог — Суламифь Мессерер). В этом же году принята в балетную труппу Большого театра. Репетировала под руководством Марины Семёновой. Карьеру танцовщицы закончила в 1988 году.
С 1995 года являлась педагогом-репетитором Большого театра. Под её руководством репетировали Мария Аллаш, Мария Александрова, Екатерина Шипулина, Марианна Рыжкина, Анна Ребецкая, Ксения Керн, Ольга Марченкова, Мария Виноградова.

Единственный человек, которому я доверяю в театре на сто процентов — это Татьяна Николаевна Голикова. Если она будет требовать от меня все, что угодно, я это сделаю. Потому что она имеет на это право.— Мария Александрова
Умерла после тяжелой и продолжительной болезни на 67-м году жизни — 17 февраля 2012 года в Москве. Гражданская панихида состоялась в Москве на Троекуровском кладбище 20 февраля в 13:00.

Мне очень горько говорить сегодня, потому что Танечка — моя одноклассница, мы учились в параллельных классах и вместе окончили Московское хореографическое училище. Так случилось, что мы постоянно были в контакте — шли в дуэтах в школьных выступлениях, а затем и на сцене Большого театра— Борис Акимов

Мы общались с ней до последнего дня. Старались её беречь и поддерживать. Надеялись только на лучшее. Но, к сожалению, все закончилось так трагически. Для всех нас это огромная утрата— Мария Аллаш

Она была замечательная балерина, имела колоссальный успех в Париже, в 1972 году. Колоссальный настолько, что она даже выступала моделью на показе мод. Это был её звездный час. Блистательная балерина, огромная индивидуальность, потрясающая в спектаклях Григоровича. Это был золотой век, настоящая личность на сцене. Все мы уйдем, каждому — своё время. Очень жаль, что Танечка ушла.— Михаил Лавровский

### Семья
Муж — Михаил Львович Цивин — артист балета, солист Большого театра (1967—1988), заведующий труппой балета Большого театра (1998—2002). Заслуженный артист РСФСР (1982);
Дочь — Софья Васильевна Любимова — артистка балета Большого театра.

## Репертуар
Не все способны удержать внимание зрителя, но Голикова, выйдя на сцену, сразу же завладевает залом, становится центром спектакля и делает это совершенно непроизвольно. Она любит танцевать, необычайно любит танцевать. Когда видишь её, чувствуешь, что танец доставляет ей истинное наслаждение. Не оттого ли публика не может оторвать от неё глаз? Марина Семёнова
- Фея нежности (Спящая красавица П. И. Чайковского, хореография М. Петипа в редакции Ю. Н. Григоровича, 1965)
- Муза (Паганини на музыку С. В. Рахманинова, хореография Л. М. Лавровского, 1966)
- Фея сапфиров (Спящая красавица, 1966)
- Мехмене Бану (Легенда о любви А. Д. Меликова, хореография Ю. Н. Григоровича, 1969)
- Фея сирени (Спящая красавица, 1969)
- Седьмой вальс и Прелюд (Шопениана на музыку Ф. Шопена, хореография М. М. Фокина, 1969)
- Русская невеста (Лебединое озеро в редакции Ю. Н. Григоровича, 1969) — первая исполнительница
- Эгина (Спартак А. И. Хачатуряна, хореография Ю. Н. Григоровича, 1970)
- Сверстницы принца (Лебединое озеро, хореография М. И. Петипа, Л. И. Иванова в редакции Ю. Н. Григоровича, 1970)
- Повелительница дриад (Дон Кихот Л. Ф. Минкуса, хореография А. А. Горского, 1970)
- Одетта-Одиллия (Лебединое озеро, хореография А. А. Горского, М. И. Петипа, Л. И. Иванова, А. М. Мессерера, 1971)
- Царь-девица (Конёк-Горбунок Р. К. Щедрина в постановке А. И. Радунского, 1971)
- Одетта-Одиллия (Лебединое озеро в редакции Ю. Н. Григоровича, 1971)
- Кити (Анна Каренина Р. К. Щедрина в постановке М. М. Плисецкой, Н. И. Рыженко и В. Смирнова-Голованова, 1972)
- Геро (Любовью за любовь Т. Н. Хренникова в постановке В. Боккадоро, по мотивам комедии У. Шекспира «Много шума из ничего», 1976) — первая исполнительница
- Китри (Дон Кихот Л. Ф. Минкуса, 1980)
- Люська (Золотой век Д. Д. Шостаковича в постановке Ю. Н. Григоровича, 1982) — первая исполнительница
- Генриетта (Раймонда А. К. Глазунова, хореография М. И. Петипа в редакции Ю. Н. Григоровича, 1985)
- Белая кошечка (Спящая красавица П. И. Чайковского, 1986)

В 1972 году Александр Годунов принял участие во Всесоюзном конкурсе артистов балета и получил Первую премию. Его партнёршей на конкурсе была солистка Большого театра Татьяна Голикова. В первом туре они танцевали Па-де-де из «Дон-Кихота», во втором — хореографическую миниатюру «Двое», поставленную Владимиром Васильевым, в третьем туре — Па-де-де из «Лебединого озера».

## Работы в кино
- 1967 — «Сочинение танцев» (третья серия) (реж. Ю. Н. Альдохин);
- 1971 — «Спящая красавица» (телевизионная запись балета) (реж. Мачерет Елена);
- 1974 — «Москва, любовь моя» (реж. Александр Митта, Кэндзи Ёсида) — Таня;
- 1979 — «Спартак» (телевизионная запись балета) (реж. Мачерет Елена);
- 1980 — «Большой балет» (фильм-концерт) (реж. Елена Михайлова);
- 1983 — «Золотой век» (телевизионная запись балета) (реж. Мачерет Елена).

## Награды
- 1974 — премия Московского Комсомола
- 1976 — заслуженная артистка РСФСР
- 1984 — народная артистка РСФСР.
- 2001 — медаль ордена «За заслуги перед Отечеством» II степени

## Адреса
- Татьяна Голикова жила в Москве по адресу Всеволожский переулок, дом 3.